# Erythroxylum rosuliferum
Erythroxylum rosuliferum es una especie de planta perteneciente a la familia Erythroxylaceae. Se distribuye en el noreste de Brasil.

## Taxonomía
Erythroxylum rosuliferum fue descrita por el botánico alemán Otto Eugen Schulz y la descripción publicada en Das Pflanzenreich IV, 134: 77 en 1907.